# Royal Northern & Clyde Yacht Club
Le Royal Northern & Clyde Yacht Club est un club nautique fondé en Écosse en 1978, par la fusion du Royal Northern Yacht Club (fondé en 1824) et du Royal Clyde Yacht Club (fondé en 1856). Il est situé à Argyll and Bute en Écosse.

## Histoire

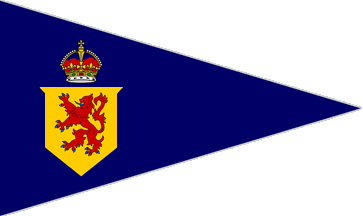
Guidon du RCYC

Le Royal Northern Y.C. était initialement basé à Rothesay. Son clubhouse actuel est situé, depuis 1937, sur la rive est de la Gare Loch.

Le Royal Clyde Y.C. a libéré ses locaux du Hunters Quay dans les années cinquante pour se déplacer aussi sur la Gare Loch avant que les deux clubs fusionnent en 1978 pour former le Royal Northern & Clyde Yacht club.
On pense que le Royal Northern Yacht Club fut le premier club britannique de yachting à recevoir une Charte royale en 1830.

Le club fut fondé pour organiser et encourager le sport nautique, après que des clubs écossais et irlandais se soient affrontés dans des courses sur la Clyde en 1825.
Cependant, la voile et la construction de yachts n'ont pas vraiment pris d'essor avant le milieu du 19e siècle. Le Royal Clyde Yacht Club n'a été inauguré qu'en 1856, recevant sa charte royale en 1863. Les deux clubs ont dominé la scène du monde de la plaisance en Écosse à cette époque-là.

En 1886, le Royal Northern Y.C. a présenté le yacht Galatea comme challenger à la Coupe de l'America et, l'année suivante, ce fut le tour du Royal Clyde Y.C. avec Thistle.
Thomas C. Glen-Coats (en) du Royal Clyde a remporté la médaille d'or dans la classe de 12 Metre en voile aux Jeux olympiques de 1908 de Londres, sur le fleuve Clyde.